# Montenars
Montenars (Montenârs in friulano) è un comune italiano di 496 abitanti del Friuli-Venezia Giulia.

## Geografia fisica
Comune montano posto, in massima parte, nella conca valliva formata dal torrente Orvenco, un ramo del fiume Ledra (con disposizione sud-ovest nord-est), chiusa a nord dal massiccio del monte Cuarnan (1372 m) e a sud da quello dei monti Faeit e Cjampeón. Il territorio del comune risulta compreso tra i 240 e i 1.372 metri sul livello del mare. Il paese è immerso nella natura pressoché incontaminata e non è difficile incontrare animali selvatici nei dintorni come capriolo, volpi e talvolta addirittura orsi.

## Origini del nome
Il significato del toponimo, documentato in passato anche nella forma Montenario, non è certo: accanto alla derivazione da Montanarius, abitante di montagna, comunemente proposta, pare piuttosto vada valorizzata la finale -ars, presente in altri toponimi (Gon-ars, Beiv-ars, Rutt-ars) e parrebbe stare ad indicare una arimannia longobarda, forse di montagna, contrapposta a quella di Artegna posta in valle.

## Storia
Il territorio comunale fu pesantemente colpito dalle disastrose scosse del terremoto del 1976 il cui epicentro fu nei pressi di quest'area e che causò qui 35 vittime e numerosi danni al patrimonio. Oggi gran parte delle strutture sono state ricostruite e recuperate. 

### Simboli
Lo stemma e il gonfalone del comune di Montenars sono stati concessi con decreto del presidente della Repubblica del 21 settembre 2004.
Il gonfalone è un drappo di bianco con la bordatura di azzurro.

## Società

### Evoluzione demografica
Abitanti censiti

Gli abitanti sono distribuiti in 251 nuclei familiari con una media per nucleo familiare di 2,14 componenti.

### Lingue e dialetti
A Montenars, accanto alla lingua italiana, la popolazione utilizza la lingua friulana. Ai sensi della deliberazione n. 2680 del 3 agosto 2001 della Giunta della Regione autonoma Friuli-Venezia Giulia, il Comune è inserito nell'ambito territoriale di tutela della lingua friulana ai fini della applicazione della legge 482/99, della legge regionale 15/96 e della legge regionale 29/2007.
La lingua friulana che si parla a Montenars rientra fra le varianti appartenenti al friulano centro-orientale.
Il comune rientra anche nell'ambito di tutela della lingua slovena.

## Geografia antropica
Il territorio è diviso in tre frazioni, in ordine: San Giorgio, Sant'Elena, Santa Maria Maddalena, a loro volta comprensive di numerosi borghi. La sede comunale è in Borgo Isola a Sant'Elena.

## Economia
Risultano insistere sul territorio del comune 5 attività di servizio con 9 addetti pari al 15,25% della forza lavoro occupata, altre 13 attività di servizio con 37 addetti pari al 62,71% della forza lavoro occupata e 3 attività amministrative con 13 addetti pari al 22,03% della forza lavoro occupata.
Risultano occupati complessivamente 59 individui, pari all'11,01% del numero complessivo di abitanti del comune.

## Amministrazione

### Gemellaggi
- Arezzo, dal 1977